# Florian Trübsbach

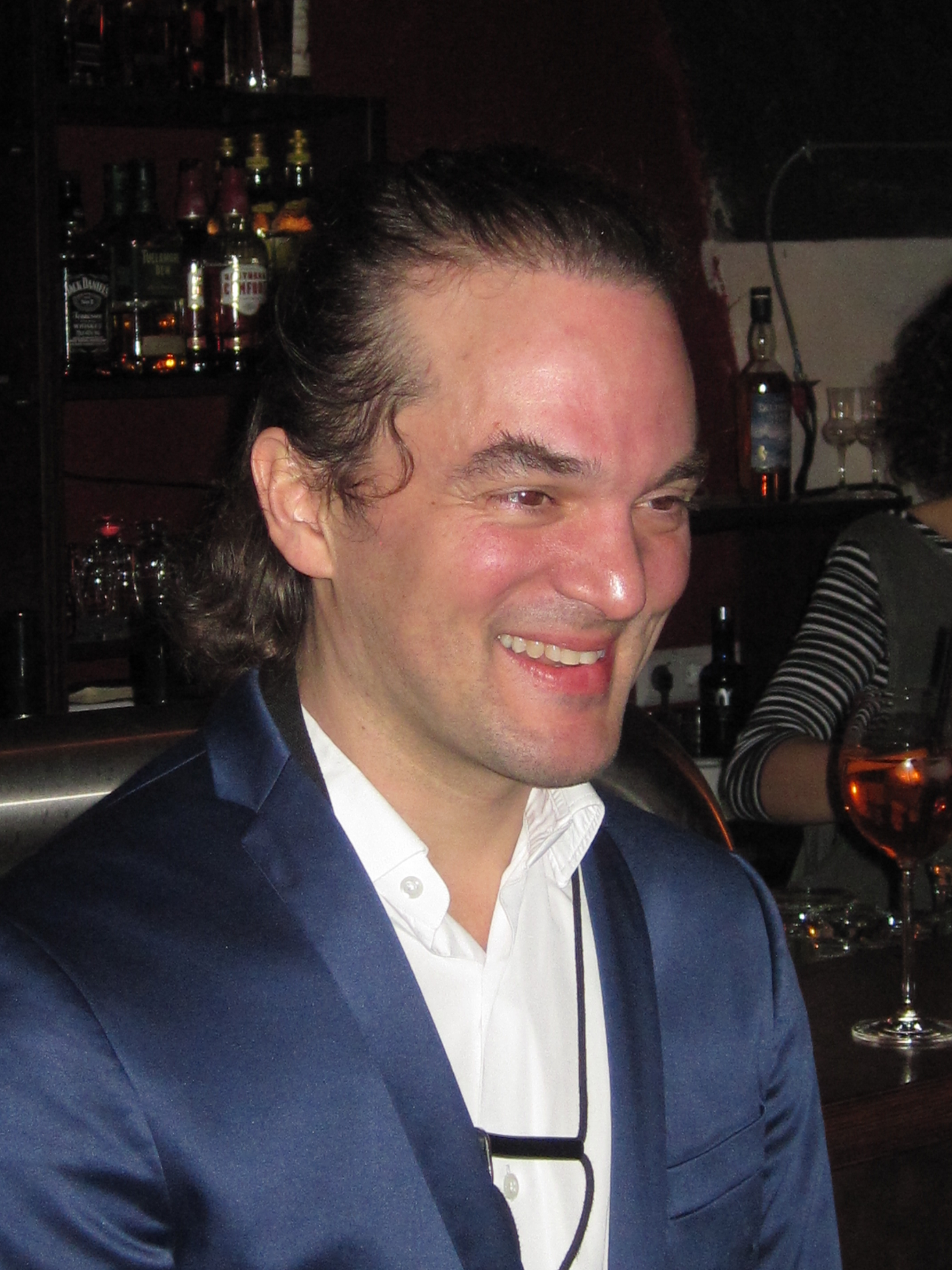
Florian Trübsbach im Jazzclub Cavete Marburg 2017

Florian Trübsbach (* 16. Mai 1976 in Köln) ist ein deutscher Jazzmusiker (Alt- und Sopransaxophon) und Komponist.

## Leben und Wirken
Trübsbach, Sohn eines Musikers, lernte als Kind Violine und war Mitglied des Tölzer Knabenchores. Nach dem Stimmbruch nahm er Kompositionsunterricht bei Hans Werner Henze. Dann lernte er Saxophon; bald spielte er im Landesjugendjazzorchester Bayern und im Bundesjugendjazzorchester, seit 1998 auch in der Munich Saxophone Family. Nach seiner Ausbildung am Richard-Strauss-Konservatorium der Stadt München studierte er in Hamburg klassische Komposition.
Ab 2001 arbeitete Trübsbach freiberuflich in Berlin, wo er eigene Gruppen leitete, mit denen er auch auf Tournee in Südamerika, dem Nahen Osten und Japan auftrat. Seit 2013 ist er Mitglied des Forkolor Saxophone Quartet. Er ist auf Tonträgern mit der Munich Saxophone Family, Martin Auer, Peter O’Mara, Barbara Jungfer, Bill Holman, Joe Lovano, Larry Porter, Gansch & Roses, Matthias Schriefl und Johannes Lauer zu hören. Weiterhin tritt er im Duo mit Marie-Theres Härtel auf.
Im Jahr 2011 folgte Trübsbach Leszek Zadlo auf die Professur für Jazz-Saxophon an der Hochschule für Musik und Theater München. Seit 2015 lebt er mit seiner Familie am Chiemsee.

## Auszeichnungen
Trübsbach wurde mit dem Bayerischen Staatsförderpreis für Junge Künstler ausgezeichnet. 2016 erhielt er als Mitglied des Bastian Jütte Quartets den Neuen Deutschen Jazzpreis, gemeinsam mit dem Bandleader/Drummer Bastian Jütte, dem Pianisten Rainer Böhm und dem Kontrabassisten Henning Sieverts.

## Diskographische Hinweise
- Great Again (mit Marie-Theres Härtel; Tradmotion 2021)
- Wearing Down (mit Shannon Callahan, Christian Kögel, Wolfgang Zechlin, Philipp Steen, Bastian Jütte; dr3w records 2014)
- Matthias Schriefl Six, Alps & Jazz (ACT 2012)
- Young Friends Great German Songbook (mit Axel Schlosser, Johannes Lauer, Michael Wollny, Eva Kruse, Eric Schaefer; ACT  2005)
- Mason & Dixon (mit Ralf Hesse, Jan Eschke, Henning Sieverts, Falk Willis; Jazz4Ever, 2001)

## Lexikalische Einträge
- Jürgen Wölfer: Jazz in Deutschland. Das Lexikon. Alle Musiker und Plattenfirmen von 1920 bis heute. Hannibal, Höfen 2008, ISBN 978-3-85445-274-4.

## Belege
1. ↑  Duo Härtel-Trübsbach. bayern-online.de, 22. August 2020, abgerufen am 8. Mai 2021.
2. ↑  Neuer Deutscher Jazzpreis 2016 (jazzpages) (Memento des Originals vom 18. Januar 2021 im Internet Archive)  Info: Der Archivlink wurde automatisch eingesetzt und noch nicht geprüft. Bitte prüfe Original- und Archivlink gemäß Anleitung und entferne dann diesen Hinweis.

| Personendaten    | Personendaten                             |
| ---------------- | ----------------------------------------- |
| NAME             | Trübsbach, Florian                        |
| KURZBESCHREIBUNG | deutscher Jazzmusiker und Hochschullehrer |
| GEBURTSDATUM     | 16. Mai 1976                              |
| GEBURTSORT       | Köln                                      |